# ファビオ・リヴェラーニ
ファビオ・リヴェラーニ（Fabio Liverani, 1976年4月29日 - ）はイタリア・ローマ出身の元同国代表サッカー選手、現サッカー指導者。現役時代のポジションはミッドフィールダー。2024年2月よりUSサレルニターナ1919の監督の監督を務めている。
母親はソマリア出身、父親はイタリア人であり、両国のハーフである。サッカーイタリア代表初の有色人種選手。

## 経歴

### 下部組織時代
当時USチッタ・ディ・パレルモ、のGMであったジョルジョ・ペリネッティの後を追うようにして所属クラブを替えていった。ロディジャーニ・カルチョ、パレルモ、カリアリ・カルチョといったクラブの下部組織でプレーした。
20歳であった1995-96シーズン、セリエAに所属していたカリアリのスカウトの目に留まる。同クラブのプリマヴェーラに加入し、ヴィアレッジョの国際大会等に出場。このときのポジションはセカンドトップやトレクァルティスタであった。後に彼を代表に招集するジョヴァンニ・トラパットーニによってトップチームの練習にも参加する。

### プロキャリア初期
翌シーズン、セリエC1に所属していたAGノチェリーナに移籍。公式戦に2試合出場しプロとしてのキャリアをスタートさせた。しかし、同年12月には出場機会を求めセリエC2のUSヴィテルベーゼに移籍。移籍後は17試合に出場し、4得点挙げている。
1997-98シーズンからの2年間はトレクァルティスタの選手として62試合出場10得点を挙げ、クラブのセリエC1昇格に貢献している。同カテゴリーに所属するACアレッツォ監督のセルセ・コズミは、対戦した際にそのプレーに魅せられたという（後にコズミがACペルージャに招聘された際に、当時の会長ルチアーノ・ガウッチに獲得を進言したきっかけとなった）。
セリエC1に昇格した翌シーズンには、25試合出場し4得点を挙げた。

### ペルージャ
2000年夏、ACペルージャに移籍しセリエAデビューを果たす。同時期にペルージャに就任したセルセ・コズミ監督は、中田英寿をASローマに放出して以降適任者のいなかったトップ下に抜擢した。
シーズン途中からコズミによってより守備的なポジションに移されるとこれに適応し、左足から繰り出されるパスの精度を活かし評価を上昇させた。このシーズンは32試合に出場し3得点を挙げ、クラブのセリエA残留に貢献している。セリエAでデビューしたことにより、国内で彼の名が認知されるシーズンとなった。
2001年4月、南アフリカとのフレンドリーマッチへ向けイタリア代表に招集された。当時の代表監督であったジョヴァンニ・トラパットーニの「フランチェスコ・トッティの控えとして機能する」という考えによる招集だった。南アフリカ戦が行われたのはペルージャの本拠地スタディオ・レナト・クーリであり、同僚のマルコ・マテラッツィと共に試合に出場した。

### ラツィオ
代表招集にまで至ったペルージャでの活躍が認められ、2002年1月にSSラツィオへ移籍。当初、ロマニスタであり、黒人選手であった彼の獲得をラツィアーレ（ラツィオのティフォージの愛称）達の中には歓迎しない者もいた。
ラツィオに移籍してからの5年間はリヴェラーニにとって不遇の時代であった。4度の監督交代があり（アルベルト・ザッケローニ、ロベルト・マンチーニ、ドメニコ・カーゾ、ジュゼッペ・パパドプーロ）、どの監督もリヴェラーニの攻守に極端なプレースタイルから起用法を見つけることが難しかった。クラブでの出場機会が減ったことで代表の座からも離れていくことになる。またクラブが1億4000万ユーロ（約195億円）の負債を抱えていることが発覚。土壇場で破産を免れたものの、自身の立つ瀬は厳しいものとなった。
2005-06シーズン開幕前にデリオ・ロッシ監督が就任すると調子を取り戻し、チームキャプテンとして29試合に出場1得点を挙げた。しかし財政状況が厳しいクラブと契約延長の交渉が進展せず、シーズン終了後には契約満了のため移籍金フリーで移籍することになる。

### フィオレンティーナ
2006-2007シーズン、前年度にルカ・トーニの活躍によりリーグ9位に躍進したACFフィオレンティーナのチェーザレ・プランデッリ監督は、彼の高さをさらに活かすために良質なレジスタを求めていた。そこでリヴェラーニに白羽の矢が立ち、自身も残りのキャリアを全うでき且つ希望する給料を支払えるクラブを探していたため、移籍交渉は順調に進行した。カルチョ・スキャンダルにより勝ち点の減点を余儀なくされたクラブをトーニやアドリアン・ムトゥ等と共に牽引し、UEFAカップ出場圏内である5位にクラブを導いた。
トーニが移籍したことを受けて2007-2008シーズンは戦術変更を余儀なくされると、ポスト役を欠く中で自身の高精度なパスが活かせなくなる。3センターハーフから2センターハーフへと守備的な中盤へ移行しようとしていたため、戦術的な理由で放出候補に挙げられた。しかしプレシーズンの合宿で好調振りを披露し、プランデッリ監督に戦術的なオプションとしてチームに残留させることを認めさせた。

## 指導歴
現役引退後は、2013年にジェノアCFCで指導者キャリアをスタート。ただ、リーグ戦6試合終了時点で1勝1分け4敗と低迷し、特に4試合で無得点という攻撃力の低さが露呈され、同年9月29日に解任された。
その後、イングランドのレイトン・オリエントFCやテルナーナ・カルチョで監督を歴任。
2017年9月17日、セリエCのUSレッチェに指揮官として招聘され2年契約を締結した。その後1年毎にチームを上位カテゴリに昇格させ、2019-20シーズンにセリエAに導く。しかし、同シーズンは18位に終わり、シーズン終了後の2020年8月20日に解任された。
2020年8月28日、パルマ・カルチョ1913の監督に就任。しかし、リーグ下位に低迷し、2021年1月7日に解任された。
2022年6月8日、セリエBに降格したカリアリ・カルチョの監督に就任することが発表された。しかし、リーグ戦18試合終了時点で5勝7分け6敗の14位と低迷し、2022年12月20日に解任された。
2024年2月11日、リーグ最下位に低迷するUSサレルニターナ1919の監督に就任。

## 人物
- 黒人とのハーフであることで、幼年期は謂れの無い差別を受けていたと本人は語っている。しかし、プロの選手として大成してからはそういった野次を受ける事が少なくなったとも語っている。
- 自身が15歳の時に父親を亡くしている。残された母親が3人兄弟（長男レナート、次男クリスティアーノ、三男ファビオ）を育てている。次兄は父親代わりの存在であったと本人は言っている。
- 2人の子供を持つ父親で、妻は病気のため2022年9月20日に46歳の若さで亡くしている[8]。
- 当時のACペルージャ会長ルチアーノ・ガウッチは安く獲得してきた無名選手を大金で売り捌く事に成功してきたが、リヴェラーニは中田英寿のケースに次ぐ成功例だったといわれている。
- ローマ出身でロマニスタ（ASローマのティフォージの愛称）である彼は、2001年にASローマがスクデットを獲得すると、ローマの街に繰り出し現地のサポーター達と共にお祭り騒ぎに参加した。当時、ローマのシンボルフラッグを背負い一般人の中で大騒ぎするリヴェラーニがTVの放送に流れ騒ぎとなった。その後、この年の移籍市場でローマのライバルチームであるSSラツィオに移籍が決まった際はより大きな騒ぎとなる。
- ACFフィオレンティーナでチームメイトであったリッカルド・モントリーヴォはリヴェラーニの事を「そのプレー技術の全てを学びたいプレーヤー」と評した。

## タイトル
ヴィテルベーゼ
- セリエC2 : 1998-99

ラツィオ
- コッパ・イタリア : 2003-04